# United States Figure Skating Hall of Fame
Le United States Figure Skating Hall of Fame recense les sportifs majeurs du patinage artistique. Il a été créé en 1976. Cette liste est exposée au World Figure Skating Museum and Hall of Fame, à Colorado Springs, dans le Colorado (États-Unis).
| Patineur                              | Date d'entrée |
| ------------------------------------- | ------------- |
| Tenley Albright                       | 1976          |
| Sherwin Badger                        | 1976          |
| Theresa Weld-Blanchard                | 1976          |
| Irving Brokaw                         | 1976          |
| Richard Button                        | 1976          |
| Peggy Fleming                         | 1976          |
| Jackson Haines                        | 1976          |
| Carol Heiss                           | 1976          |
| David Jenkins                         | 1976          |
| Hayes Alan Jenkins                    | 1976          |
| Oscar Johnson                         | 1976          |
| Howard Nicholson                      | 1976          |
| Maribel Vinson                        | 1976          |
| Eddie Shipstad                        | 1976          |
| A. Winsor Weld                        | 1976          |
| Henry M. Beatty                       | 1977          |
| Beatrix Loughran                      | 1977          |
| Heaton R. Robertson                   | 1977          |
| Nathaniel Niles                       | 1978          |
| Harold Hartshorne                     | 1981          |
| William O. Hickok IV                  | 1981          |
| George H. Browne                      | 1983          |
| Eugene Turner                         | 1983          |
| F. Ritter Shumway                     | 1986          |
| Scott Hamilton                        | 1990          |
| Tai Reina Babilonia & Randy Gardner   | 1991          |
| James Grogan                          | 1991          |
| Dorothy Hamill                        | 1991          |
| Karol Kennedy & Peter Kennedy         | 1991          |
| Ardelle Sanderson                     | 1991          |
| Judy Schwomeyer & James Sladky        | 1991          |
| Charles Tickner                       | 1991          |
| Lois Waring & Michael McGean          | 1991          |
| William Thayer Tutt                   | 1991          |
| Yvonne Sherman                        | 1991          |
| Richard Dywer                         | 1993          |
| Linda Fratianne                       | 1993          |
| Harry N. Keighley                     | 1993          |
| Nancy Ludington et Ronald Ludington   | 1993          |
| John Nicks                            | 1993          |
| Colleen O'Connor & Jim Millns         | 1993          |
| Walter S. Powell                      | 1993          |
| Ronnie Robertson                      | 1993          |
| Tim Wood                              | 1993          |
| Carlo Fassi                           | 1994          |
| Janet Lynn                            | 1994          |
| JoJo Starbuck et Kenneth Shelley      | 1994          |
| Roger F. Turner                       | 1994          |
| Maribel Vinson et George Hill         | 1994          |
| Cynthia Kauffman & Ronald Kauffman    | 1995          |
| Robin Lee                             | 1995          |
| Roy Shipstad                          | 1995          |
| Judy Blumberg & Michael Seibert       | 1996          |
| Brian Boitano                         | 1996          |
| Frank Carroll                         | 1996          |
| Joseph L. Serafine                    | 1996          |
| Jane Vaughn                           | 1996          |
| Andree Anderson & Donald Jacoby       | 1997          |
| Joan Tozzer                           | 1997          |
| Mabel Fairbanks                       | 1997          |
| Frederick C. LeFevre                  | 1997          |
| Barbara Roles                         | 1997          |
| Benjamin T. Wright                    | 1997          |
| Tom Collins                           | 1998          |
| Oscar Iobst                           | 1998          |
| Gordon McKellen Jr                    | 1998          |
| Evy Scotvold & Mary Scotvold          | 1998          |
| Kristi Yamaguchi                      | 1998          |
| Caitlin Carruthers & Peter Carruthers | 1999          |
| John Misha Petkevich                  | 1999          |
| Scott Allen                           | 2000          |
| Gretchen Merrill                      | 2000          |
| Debi Thomas                           | 2000          |
| Frank Zamboni                         | 2000          |
| Gary Visconti                         | 2001          |
| Rosalynn Sumners                      | 2001          |
| Don Laws                              | 2001          |
| Arthur Vaughn                         | 2001          |
| Elizabeth Punsalan & Jerod Swallow    | 2002          |
| Jill Trenary                          | 2002          |
| Slavka Kohout Button                  | 2002          |
| Margaretta Drake                      | 2002          |
| Skippy Baxter                         | 2003          |
| Chuck Foster                          | 2003          |
| Doug Wilson                           | 2003          |
| Elaine Zayak                          | 2003          |
| Jill Watson & Peter Oppegard          | 2004          |
| Norma Sahlin & Wally Sahlin           | 2004          |
| Hugh C. Graham, Jr                    | 2004          |
| Nancy Kerrigan                        | 2004          |
| Mary Louise Wright                    | 2005          |
| Catherine Machado                     | 2005          |
| Tara Lipinski                         | 2006          |
| Charles Schulz                        | 2007          |
| Paul Wylie                            | 2007          |
| Janet Gerhauser Carpenter             | 2007          |
| Charles DeMore                        | 2008          |
| Todd Eldredge                         | 2008          |
| Sonya Klopfer Dunfield                | 2009          |
| Nancy Meiss                           | 2009          |
| Marjorie Parker Smith                 | 2009          |
| Joseph Savage                         | 2009          |
| Vera Wang                             | 2009          |
| Sarah Hughes                          | 2010          |
| Jenni Meno & Todd Sand                | 2010          |
| Robert Turk                           | 2010          |
| Laurence Owen                         | 2011          |
| Stephanie Westerfeld                  | 2011          |
| Rhode Lee Michelson                   | 2011          |
| Bradley Lord                          | 2011          |
| Gregory Kelley                        | 2011          |
| Douglas Ramsey                        | 2011          |
| Maribel Owen & Dudley Richards        | 2011          |
| Ila Ray Hadley & Ray Hadley           | 2011          |
| Laurie Hickox & William Hickox        | 2011          |
| Diane Sherbloom & Larry Pierce        | 2011          |
| Dona Lee Carrier & Roger Campbell     | 2011          |
| Patricia Dineen & Robert Dineen       | 2011          |
| Maribel Vinson                        | 2011          |
| Linda Hadley                          | 2011          |
| William Kipp                          | 2011          |
| Daniel Ryan                           | 2011          |
| Edi Scholdan                          | 2011          |
| William Swallender                    | 2011          |
| Harold Hartshorne                     | 2011          |
| Edward LeMaire                        | 2011          |
| Deane McMinn                          | 2011          |
| Walter S. Powell                      | 2011          |
| Anne Campbell                         | 2011          |
| Louise Hartshorne                     | 2011          |
| Nathalie Kelley                       | 2011          |
| Richard LeMaire                       | 2011          |
| James Scholdan                        | 2011          |
| Sharon Westerfeld                     | 2011          |
| Michelle Kwan                         | 2012          |
| Rudy Galindo                          | 2013          |
| Lori Nichol                           | 2013          |
| Albert Beard                          | 2014          |
| Lynn Benson                           | 2014          |
| Terry Kubicka                         | 2014          |
| Anne Gerli                            | 2015          |
| Ricki Harris                          | 2015          |
| David Santee                          | 2015          |
| Tanith Belbin & Benjamin Agosto       | 2016          |
| Sasha Cohen                           | 2016          |
| Gustave Lussi                         | 2016          |
| Evan Lysacek                          | 2016          |
| Peter Burrows                         | 2017          |
| Claire Ferguson                       | 2018          |
| Kyoko Ina & John Zimmerman            | 2018          |
| Sarah Kawahara                        | 2018          |
| Michael Weiss                         | 2018          |
| Carol Fox & Richard Dalley            | 2019          |
| Timothy Goebel                        | 2019          |
| Julie Lynn Holmes                     | 2019          |
| Meryl Davis & Charlie White           | 2020          |
| Kimmie Meissner                       | 2020          |
| Kathy Casey                           | 2020          |
| Johnny Weir                           | 2021          |
| Sandy Lamb                            | 2021          |
| Gale Tanger                           | 2021          |

Tous les entrants de 2011 sont morts lors du crash du Vol Sabena 548. Ils sont honorés à titre posthume à l'occasion du 50e anniversaire de la catastrophe.